# Álvaro Traver
Álvaro Traver Navarrete (Algemesí, Valencia, 1 de abril de 1993) es un futbolista español que juega de centrocampista en el C. D. Soneja de la Tercera Federación.

## Trayectoria
Se formó en la cantera del Levante U. D. y tras afianzarse en el filial levantinista, fue cedido al C. F. Reus Deportiu que militaba en segunda división B.
En la temporada 2015-16 fue unos de los artífices del ascenso del Atlético Levante a Segunda B. En la temporada 2016-17 recaló en la U. D. Logroñés. Allí jugó media temporada y su aportación fue de dos goles en once partidos que no sirvieron para ayudar al Logroñés a cumplir sus objetivos.
Durante la temporada 2017-18 formó parte del Real Sporting de Gijón "B" y de cara al curso 2018-19 pasó a formar parte del primer equipo.
En octubre de 2020, tras desvincularse del club asturiano, firmó por un año con el C. D. Numancia. Abandonó el conjunto soriano a mitad de temporada y se incorporó al Real Racing Club de Santander para lo que restaba de curso. Una vez este terminó no continuó en el conjunto cántabro, y en septiembre de 2021 firmó con la U. D. Alzira, donde estuvo hasta su marcha en enero de 2022 al C. D. Coria. Allí permaneció temporada y media antes de continuar su carrera en el C. D. Soneja.

## Clubes
| Club                          | País   | Año       |
| ----------------------------- | ------ | --------- |
| Levante U. D. "B"             | España | 2012      |
| Catarroja C. F.               | España | 2012-2013 |
| C. F. Reus Deportiu           | España | 2013      |
| Levante U. D. "B"             | España | 2013-2017 |
| U. D. Logroñés                | España | 2017      |
| Real Sporting de Gijón "B"    | España | 2017-2018 |
| Real Sporting de Gijón        | España | 2018-2020 |
| C. D. Numancia                | España | 2020-2021 |
| Real Racing Club de Santander | España | 2021      |
| U. D. Alzira                  | España | 2021-2022 |
| C. D. Coria                   | España | 2022-2023 |
| C. D. Soneja                  | España | 2023-     |